# Національний резервний банк Тонга
Національний резервний банк Тонга (англ. National Reserve Bank of Tonga) — центральний банк Королівства Тонга.

## Історія
У 1921 році почат випуск банкнот казначейства уряду протекторату у фунтах Тонга (спочатку рівному фунту стерлінгів, з 1936 року — австралійському фунту), а з 3 квітня 1967 року — в паанга.
3 листопада 1988 Законодавчою асамблеєю прийнятий Акт про Національний резервний банк Тонга, якому передавалося право емісії національної валюти. Банк почав операції 1 липня 1989 року.